# Chiloguembelinidae
Chiloguembelinidae es una familia de foraminíferos planctónicos de la superfamilia Heterohelicoidea, del suborden Globigerinina y del orden Globigerinida. Su rango cronoestratigráfico abarca desde el Paleoceno hasta la Actualidad.

## Discusión
Clasificaciones posteriores han incluido Chiloguembelinidae en el orden Heterohelicida.

## Clasificación
Chiloguembelinidae incluye a los siguientes géneros:
- Chiloguembelina †
- Streptochilus

Otros géneros considerados en Chiloguembelinidae son:
- Chiloguembelinella, aceptado como Chiloguembelina
- Laterostomella, también considerado en la Familia Bolivinidae
- Pseudoheterohelix, aceptado como Laterostomella